# Дюссельдорф-Дерендорф
Дерендорф (нем. Derendorf), — один из 50-ти административных районов Дюссельдорфа (Северный Рейн-Вестфалия, Германия), расположенный в центральной части города (округа 1).

## Положение
Экономико-географическое положение Дерендорфа очень выгодное. Он расположен в узле автомобильных и железнодорожных транспортных путей, соединяющих район не только с остальными районами Дюссельдорфа, но и со всеми соседними районами Северного Рейна-Вестфалии. Несколько ухудшает положение отсутствие непосредственного выхода к реке Рейн и отсутствие крупной пассажирской железнодорожной станции.
С Дерендорфом граничат другие административные районы Дюссельдорфа: Унтеррат (Unterrath), Штокум (Stockum), Гольцхайм (Golzheim), Пемпельфорт (Pempelfort), Дюссельталь (Düsseltal), Мёрзенбройх (Mörsenbroich).
Все границы Дерендорфа чётко выражены на карте Дюссельдорфа. На севере — улицей Тевиссенвег (Thewissenweg) (северная граница Северного кладбища) и улицей Ан дер Пивипп (An der Piwipp) (разделяющей промышленную и жилую зоны), на западе — скоростной автомагистралью № 8 (Данцигская улица) (Danziger Str.) и улицей Росс (Roßstraße), на юге широкой многополосной Юлихской улицей (Jülicher Str.), а на востоке — железнодорожными путями (Дюссельдорф-Дуйсбург и Дюссельдорф-Ратинген).

## Общая характеристика и особенности
Дерендорф резко разграничен на три части:
- Северо-восток района имеет хорошо выраженные индустриальные черты. Здесь соседствуют грузовая ж. д. станция Дерендорф и корпуса крупного завода «Мерседес», выпускающего грузовые и пассажирские микроавтобусы, предназначенные как для внутреннего потребления, так и на экспорт. Поэтому здесь же размещается и таможня.
- Северо-запад района — большое городское «Северное кладбище» (Norgfriedhof). На кладбище законом охраняется множество памятников и оно имеет важное значение для истории Дюссельдорфа, хотя захоронения осуществляются регулярно до сих пор, в том числе здесь находится единственное действующее в Дюссельдорфе еврейское кладбище.
- Южная часть района — крупный жилой массив, где многоквартирные дома чередуются со зданиями офисов и фирм.

## Улицы
В Дерендорфе насчитывается 54 улицы различных типов. Абсолютное большинство улиц называется собственно улицами (Straße). Их насчитывается 48. Две улицы называются дорогами (Lemgoer Weg, Thewissenweg). Одна улица называются в память об усадьбе (Hof), размещавшейся ранее здесь (Am Adershof). Название ещё одной улицы говорит о расположенном рядом Северном кладбище (Am Nordfriedhof).

## Достопримечательности
Большинство из посетителей Дерендорфа стремится посетить Северное кладбище, поскольку здесь законом охраняются многочисленные памятники истории и церковной скульптуры.
- Нордфридхоф (Северное кладбище)
- Церковь святой Троицы (Heiligen Dreifaltigkeit)
- Церковь Сердца Христова (Herz-Jesu-Kirche)
- Церковь апостола Луки (St. Lukas)